# Godey's Lady's Book
Godey's Lady's Book, aussi connu sous le nom de Godey's Magazine and Lady's Book, était un magazine féminin américain publié à Philadelphie de 1830 à 1878. C'était le magazine le plus largement diffusé dans la période précédant la guerre de Sécession. Son tirage passant de 70 000 exemplaires dans les années 1840 à 150 000 en 1860. Dans les années 1860, Godey's se considérait comme la « reine des mensuels ».

## Vue d'ensemble
Magazine de mode féminin, il était publié par Louis Antoine Godey (en) depuis Philadelphie durant 48 ans (de 1830 à 1878). Godey entendait profiter de la popularité des livres-cadeaux, dont beaucoup étaient commercialisés spécifiquement pour les femmes. Chaque numéro contenait de la poésie, des articles et des gravures créés par des écrivains et d'autres artistes éminents de l'époque. Sarah Josepha Hale (auteure de Mary Had a Little Lamb) en a été l'éditrice de 1837 à 1877 et n'a publié que des manuscrits originaux américains. Bien que le magazine ait été lu et ait contenu des travaux d'hommes et de femmes, Hale a publié trois numéros spéciaux qui ne comprenaient que des travaux réalisés par des femmes.
Lorsque Hale a commencé chez Godey, le magazine avait un tirage de dix mille abonnés. Deux ans plus tard, il est passé à 40 000 et en 1860, il comptait 150 000 abonnés.
En 1845, Louis Godey a commencé à protéger les droits d'auteur de chaque numéro du magazine pour empêcher les autres éditeurs de magazines et de journaux de violer leurs textes. Cette mesure, une première en Amérique, a été critiquée par les rédacteurs en chef du Baltimore Saturday Visiter. Ils l'ont qualifié de « cours étroitement égoïste » et ont déclaré que Godey « le regretterait amèrement ».

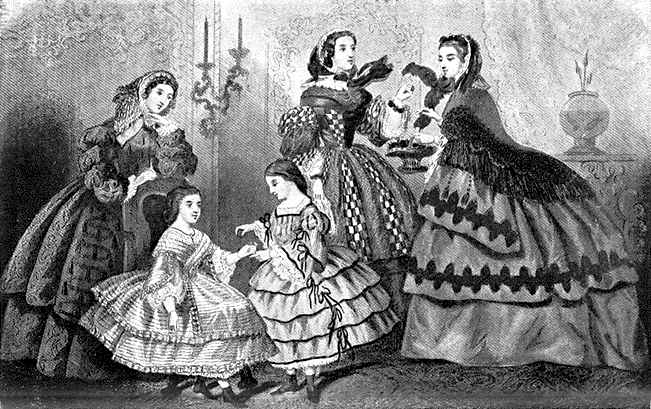
An 1859 fashion plate from Godey's Lady's Book showing crinoline fashions

Le magazine était cher pour l'époque ; les abonnés payaient 3 dollars par an (à titre de comparaison, The Saturday Evening Post ne coûtait que 2 dollars par an). Malgré cela, c'était le journal le plus populaire à l'époque. Sous la direction de Hale, la liste des abonnés à Godey's a atteint 150 000. Hale a profité de son rôle et est devenue influente en tant qu'arbitre du goût américain. Elle a utilisé une partie de son influence pour faire avancer plusieurs causes en faveur des femmes. Par exemple, elle créa une section régulière intitulée "L'emploi pour les femmes" à partir de 1852 pour discuter des femmes dans la population active. Elle a utilisé une partie de son influence pour faire avancer plusieurs causes en faveur des femmes. Par exemple, elle créa une section régulière intitulée L'emploi pour les femmes à partir de 1852 pour discuter des femmes dans la population active.
En général, Godey n'aimait pas discuter de questions politiques ou de sujets controversés dans son magazine. Dans les années 1850, il a licencié Sara Jane Lippincott ("Grace Greenwood") en tant que rédactrice adjointe pour avoir dénoncé l'esclavage lors de la National Era. Lippincott a publiquement dénoncé Godey en réponse et Godey s'est rétracté par la suite. Néanmoins, il a interdit à son journal de prendre position pendant la guerre civile américaine. En fait, pendant la guerre, le magazine ne l'a pas du tout reconnu et les lecteurs ont cherché ailleurs des informations relatives à la guerre. Ce faisant, Godey a perdu environ un tiers de ses abonnés.
Godey a vendu le magazine en 1877 à John Hill Seyes Haulenbeek avant sa mort en 1878. Le magazine a cessé de paraître à la mort de Haulenbeek en 1878.

## Contenu

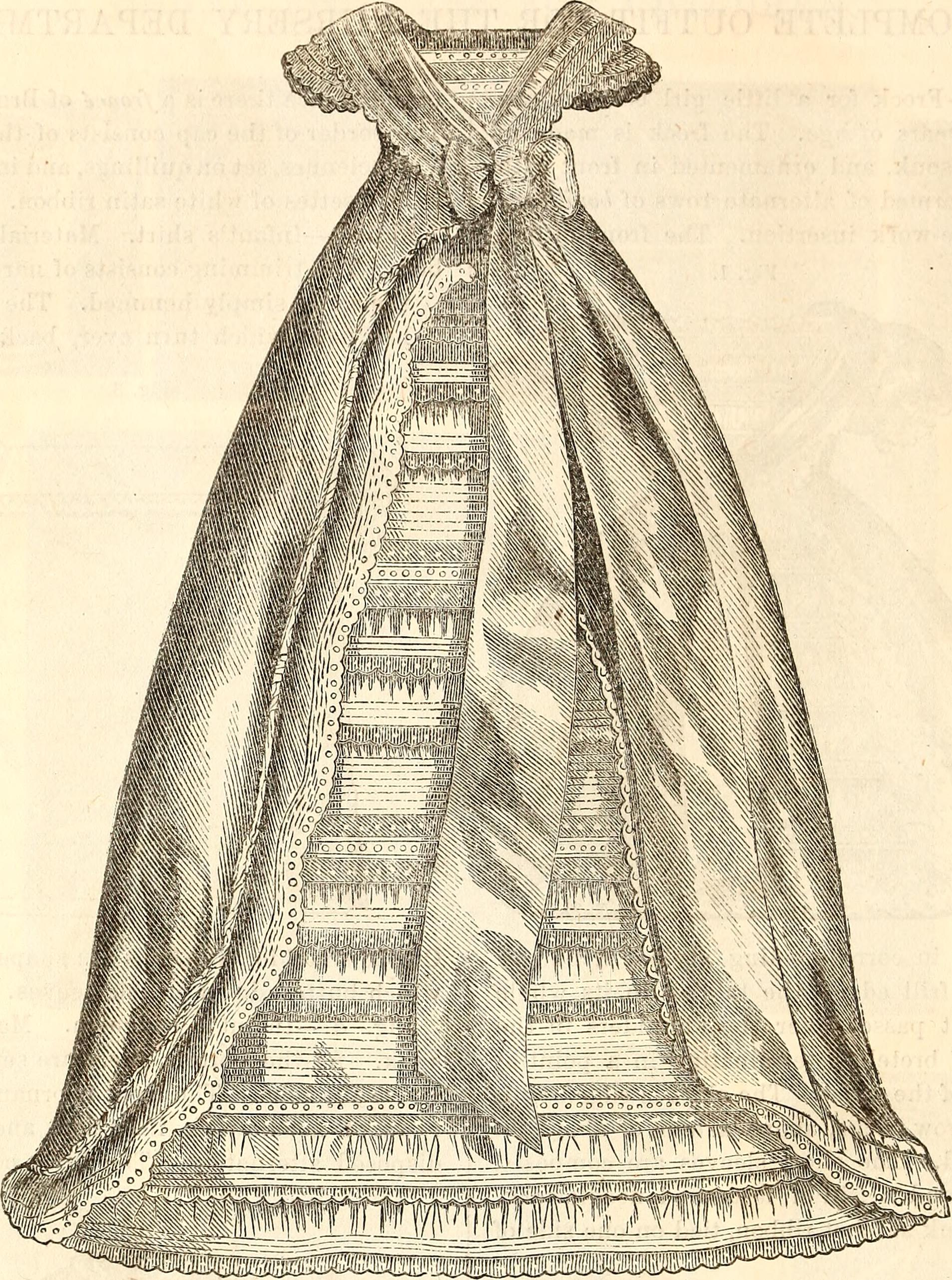
Une robe de nansouk dans le Godey's Lady's Book (1840).

Le magazine est surtout connu pour les lithographies de mode teintées à la main qui apparaissent au début de chaque numéro et qui permet de suivre l'évolution de l'habillement féminin. L'éditeur Louis Godey s'est vanté qu'en 1859, la production du Lady's Book coûtait 105 200 dollars, la coloration des planches de mode coûtant 8 000 dollars. Presque tous les numéros comprenaient également une illustration et un patron avec les mesures d'un vêtement à coudre à la maison. Une partition de musique pour piano fournissait la dernière valse, polka ou galop.
Edgar Allan Poe a fait imprimer l'une de ses premières nouvelles The Visionary (rebaptisée plus tard The Assignation) chez Godey en 1834. Il a également publié plusieurs autres ouvrages dans le magazine : Souvenirs de M. Auguste Bedloe (avril 1844), La Caisse oblongue (septembre 1844), Thou Art the Man (novembre 1844), et La Barrique d'amontillado (1846).

## Contributeurs notables
- Eliza Frances Andrews,
- Nathaniel Hawthorne,
- Oliver Wendell Holmes,
- Washington Irving,
- James Kirke Paulding,
- William Gilmore Simms,
- Nathaniel Parker Willis[15]
- Frances Hodgson Burnett,
- Louise Chandler Moulton.

## Influence
La rédactrice en chef du magazine Sarah Hale a utilisé son rôle pour influencer diverses causes. Elle a utilisé le magazine, par exemple, pour défendre l'éducation des femmes. Certains de ses articles portaient sur les techniques d'écriture et proposaient des listes de lecture similaires à celles proposées aux étudiants. Elle a écrit sur les écoles qui acceptaient les femmes comme étudiantes et a fait l'éloge du Vassar College, qui a ouvert ses portes en 1865, et a personnellement contribué à son financement. Elle estime que l'éducation des femmes doit être similaire à celle des hommes et préconise que davantage de professions soient ouvertes aux femmes, y compris la médecine.
Hale a également utilisé son espace rédactionnel et son influence pour plaider en faveur de l'instauration d'une fête nationale de Thanksgiving. Hale a présenté une série d'articles attrayants dans son magazine, avec des descriptions d'aliments et de recettes désormais considérés comme "typiques" de Thanksgiving, tels que des dindes rôties, des farces savoureuses et des tartes au potiron. En 1858, Hale a adressé une pétition au président des États-Unis, James Buchanan, pour qu'il déclare Thanksgiving fête nationale.
Elle a présenté la reine Victoria comme un modèle de féminité, de moralité et d'intelligence, et Godey's a engagé Lydia Sigourney pour faire un rapport sur les activités royales à Londres,. La tradition du mariage blanc est généralement attribuée au choix de la reine Victoria de porter une robe de mariée blanche lors de son mariage avec le prince Albert en 1840. Les femmes américaines suivant les styles ou la robe fixés par la jeune reine, moins d'une décennie après son mariage, Godey's a affirmé à tort qu'une robe de mariée blanche était une tradition de longue date représentant la virginité féminine, écrit-il : "La coutume a décidé, dès les premiers âges, que le blanc est la teinte la plus appropriée, quelle que soit la matière. C'est un emblème de la pureté et de l'innocence de la jeune fille, et du cœur immaculé qu'elle cède maintenant à l'élu",. Cependant, la coutume avant la cérémonie de mariage de Victoria était de porter des robes colorées.
Une gravure sur bois de la famille royale britannique avec son arbre au château de Windsor a été copiée dans celle de Godey à Noël 1850. La gravure était basée sur une image de la reine Victoria et de son arbre de Noël décoré, publiée précédemment dans The Illustrated London News en décembre 1848. La version de Godey's a enlevé le diadème de Victoria et la moustache du prince Albert pour refaire la gravure en une scène américaine. C'était la première image d'un arbre de Noël à feuilles persistantes décoré largement diffusée en Amérique, et l'historienne de l'art Karal Ann Marling a qualifié le prince Albert et la reine Victoria dépouillés de leurs ornements royaux de "premier arbre de Noël américain influent". L'historien de la culture populaire Alfred Shoemaker a résumé que "dans toute l'Amérique, il n'y avait pas de moyen plus important pour répandre l'arbre de Noël dans la décennie 1850-60 que le Godey's Lady's Book". L'image a été réimprimée en 1860 et, dans les années 1870, l'érection d'un arbre de Noël était devenue courante dans les foyers américains.